# Ruger LCR
Der Ruger LCR (Lightweight Compact Revolver) ist ein kompakter Revolver. Er wurde von der Firma Ruger 2009 angekündigt und wird seit 2010 in Serie produziert.
Um diese Kompaktheit zu erreichen, verwendet Ruger spezielle Materialien: das Unterteil samt Abzugsbügel und geschlossener Rückenpartie (die komplette Abzugeinheit wurde in das Griffstück integriert) besteht aus Polymerkunststoff (171 Gramm), der Trommelrahmen aus hochfestem Flugzeugaluminium (87 Gramm) und die Trommel aus rostträgem Stahl mit einer Hartstoffbeschichtung (130 Gramm). Damit ist er fast 50 % leichter als der stählerne SP-101 (KSP-321XL). Als eines der wenigen Double-Action-Only-Systeme (DAO) verfügt er durch den patentgeschützte „Friction Reducing Cam“ (reibungsreduzierter Klinkenübergriff) über ein durchgehendes Abzugsgewicht von lediglich 4420 Gramm.